# Ń
De letter Ń (onderkast ń) is de negentiende letter van het Poolse alfabet en klinkt zoals palatale nasaal. De letter wordt ook gebruikt in het Nedersorbisch, het Wymysoojs en ook in het Witrussische Łacinka (Cyrilisch: нь). De Tsjechische tegenhanger van deze letter is de ň, en in Servo-Kroatisch is het nj / њ. De Ń is een N met een accent aigu.